# MASkargo
MASkargo – malezyjska linia lotnicza cargo z siedzibą w Kuala Lumpur. Jest częścią holdingu Malaysia Airlines.